# Черняк, Конрад
Конрад Черняк (пол. Konrad Czerniak; родился 11 июля 1989 года, Пулавы, Польша) — польский пловец, специализирующийся в плавании баттерфляем. Серебряный и двукратный бронзовый призёр чемпионата мира.

## Биография
Родился в городе Пулавы, Польша. Впервые стал известен после чемпионата Европы по водным видам спорта 2010 года в Будапеште, где завоевал бронзовую медаль на дистанции 100 метров баттерфляем.
Участник чемпионата мира по водным видам спорта 2011 года в Шанхае, где завоевал серебряную медаль на дистанции 100 метров баттерфляем, также плыл на дистанции 50 метров баттерфляем. В финале на дистанции 100 метров, проплыв за 51,15 секунды, завоевал серебряную медаль и установил рекорд Польши. На дистанции 50 метров в первом раунде, проплыв за 23,52 секунды, занял седьмое место, прошёл в полуфинал и установил рекорд Польши. В полуфинале побил свой же рекорд Польши, но не смог выйти в финал, с результатом 23,48 секунды занял лишь девятое место.
Участник Летних Олимпийских игр 2012 года в Лондоне. Плыл на дистанции 100 метров, баттерфляй. В первом раунде, проплыв за 51,85 секунды, занял четвёртое место и вышел в полуфинал. В полуфинале, проплыв за 51,78 секунды, занял седьмое место и вышел в финал. В финале, проплыв за 52,05 секунды, занял последнее место.
Участник чемпионата мира по водным видам спорта 2013 года в Барселоне. Плыл на дистанции 100 метров баттерфляй. В первом раунде, проплыв за 52,12 секунды, занял девятое место и вышел в полуфинал. В полуфинале, проплыв за 51,55 секунды, занял третье место и вышел в финал. В финале проплыл дистанцию за 51,46 секунды, таким образом завоевал бронзовую медаль, уступив южноафриканцу Чаду ле Кло и венгру Ласло Чеху.
Участник чемпионат Европы по водным видам спорта 2014 года в Берлине. Плыл на дистанциях 50 метров кролем и 100 метров баттерфляем. На дистанции 50 метров кролем в первом раунде, проплыв за 22,26 секунды, занял 6 место и вышел в полуфинал. В полуфинале, проплыв за 22,06 секунды, занял шестое место и вышел в финал. В финале, проплыв за 21,88 секунды, завоевал серебряную медаль, уступив французскому пловцу Флорану Маноду. На дистанции 100 метров баттерфляем в первом раунде, проплыв за 52,26 секунды, занял третье место и вышел в полуфинал. В полуфинале, проплыв за 51,58 секунды, занял первое место и вышел в финал. В финале проплыл дистанцию за 51,38 секунды, таким образом завоевал золотую медаль и установил рекорд чемпионатов.
Участник чемпионата мира по водным видам спорта 2015 года в Казани. Плыл на дистанциях 50 и 100 метров баттерфляем. На дистанции 50 метров в первом раунде, проплыв за 23,38 секунды, занял четвёртое место, вышел в полуфинал и установил рекорд Польши на этой дистанции. В полуфинале, проплыв за 23,07 секунды, занял четвёртое место, вышел в финал и перебил свой же рекорд Польши. В финале проплыл дистанцию за 23,15, таким образом поделил третье место вместе с венгром Ласло Чехом, уступив французу Флорану Маноду и бразильцу Николасу Сантосу.